# Johan Sems

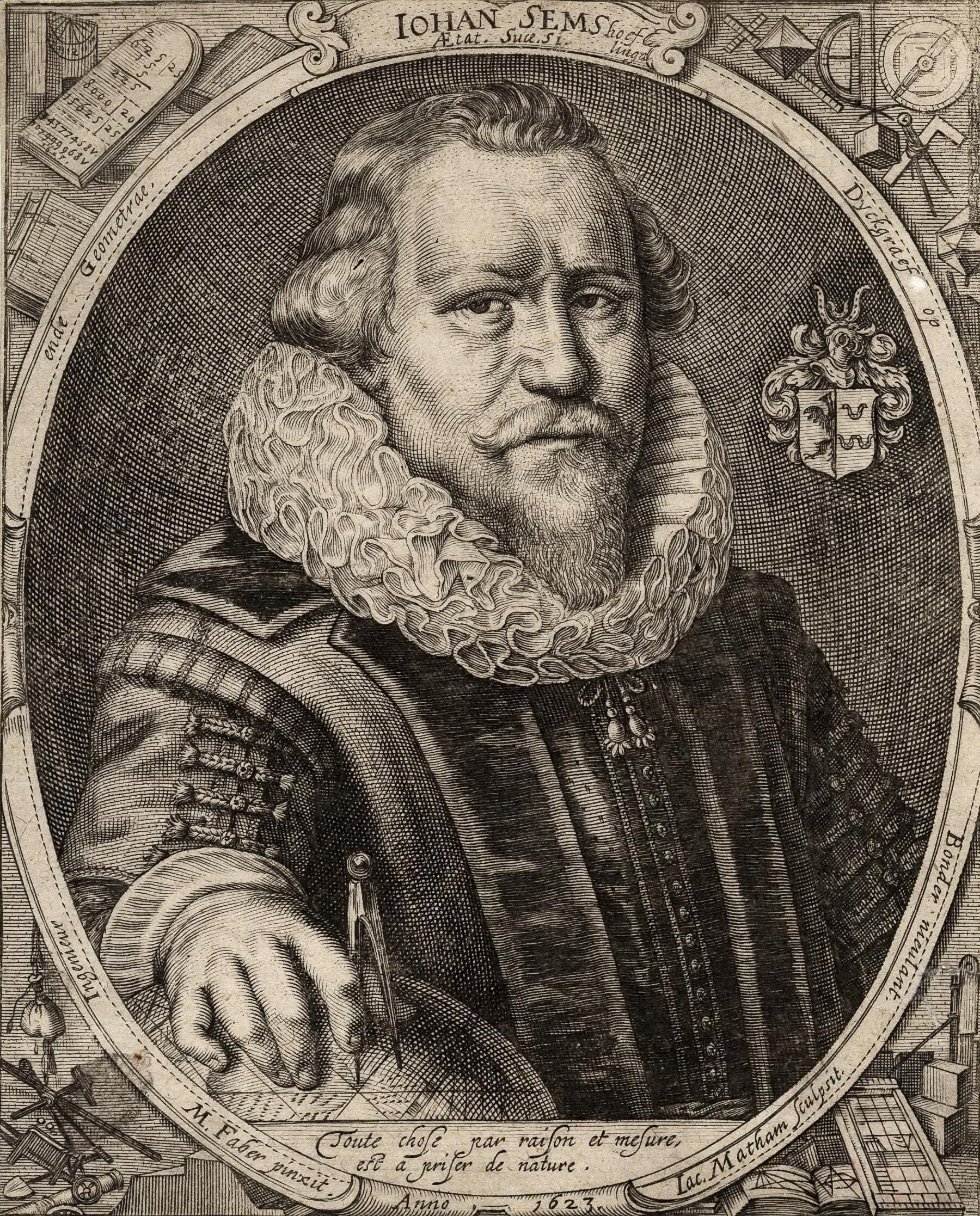
Johan Sems (1572–1635)

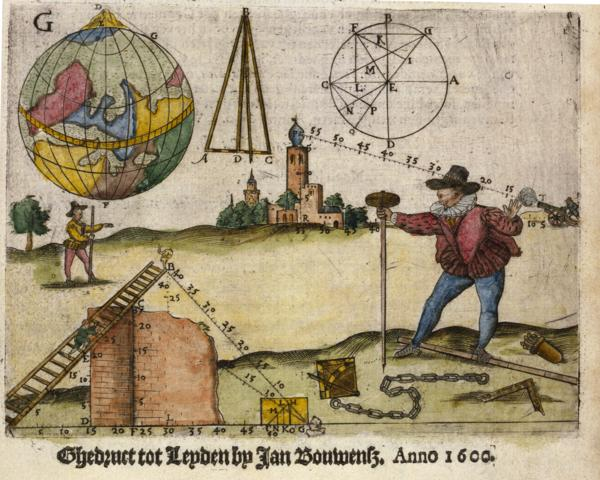
Practijck des lantmetens (1600)

Johan Sems auch Semp (* 1572 in Franeker; † etwa Januar 1635 in Groningen) war ein niederländischer Kartograf, Landvermesser und Ingenieur. Sein Spezialgebiet war die Landgewinnung sowie der Deich- und Festungsbau.

## Biografie
Sems wurde 1572 als Sohn von Sem IJsbrandts und der Claesgen Adriaens geboren. 1581 schrieb sich sein Vater an der Universität Leiden ein.  Sein Vater beging 1584 als Folge von übermäßigem Alkoholgenuss Suizid.
1600 wirkte er am Lehrbuch Practijck des lantmetens von Jan Pietersz mit, dass bei Willem Blaeu erschien.  1602 wurde Sems Landvermesser in Friesland. Ein Jahr später fertigte er eine detaillierte Karte von Leeuwarden an, die von Pieter Bast gedruckt wurde.
Von 1604 bis 1608 beaufsichtigte er die Anlage der Festungen in Bourtange, Delfzijl und Bellingwolde. Etwa 1610 zog er nach Bunde. Das Bunderneuland war seit 1604 mit Hilfe Amsterdamer Investoren eingepoldert worden.
1616 wurde Sems bei Einpolderungen bei Bredstedt hinzugezogen und beteiligte sich am Kanalsystem von Christianshavn auf Amager, kehrte aber 1618 zurück, um Grenzstreitigkeiten bei Ter Apel mit der Provinz Drenthe zu klären. 1621 war er wieder im Bunderneuland. Der Polder war inzwischen eine Art „Niemandsland“, was zu Streitereien zwischen dem Niederländern und Graf Enno III. führte. Ostfriesland stand aber schon seit Jahren unter derart niederländische Herrschaft, dass Enno sogar die Aufnahme Ostfrieslands in die Niederlande beantragte. Dies scheiterte jedoch an den Landständen. Im Dreißigjährigen Krieg nutzen die Niederländer Ostfriesland allerdings als winterlichen Versorgungsstützpunkt und quartierten, ohne dass Enno irgendetwas hätte unternehmen können, ab 1622 die gefürchteten Truppen des Söldners Ernst von Mansfeld im Lande ein.
1623 befand sich Sems in Groningen und gab im gleichen Jahr sein Buch De arithmetische fundamenten in Emden heraus. Um diese Zeit wurde er auch zum Deichgrafen von Bunderneuland ernannt. 1625 wurde sein Polder bei Bredstedt durch eine Sturmflut wieder zerstört.
1626 erhielt er den Auftrag eine Karte vom Gebiet nördlich von Pieterburen zu zeichnen und zwei Jahre später arbeitete er am Festungsbau in Westerwolde mit. Er geriet aber zunehmend in finanzielle Schwierigkeiten, so dass von 1629 bis 1632 seine Einnahmen gepfändet wurden. 1635 starb er, nachdem er sich kurze Zeit in Niederländisch-Brasilien an Festungsbauten beteiligt hatte.